# Peachia hastata
Peachia hastata är en havsanemonart som beskrevs av Gosse 1855. I den svenska databasen Dyntaxa används istället namnet Peachia cylindrica. Peachia hastata ingår i släktet Peachia och familjen Haloclavidae. Arten är reproducerande i Sverige. Inga underarter finns listade i Catalogue of Life.